# Santalha
Santalha ist eine Ortschaft und Gemeinde im Nordosten Portugals, in der Region Trás-os-Montes.

## Geschichte
Der heutige Ort entstand im Mittelalter und wurde erstmals 1258 in den königlichen Registern aufgeführt. König D.Dinis gab dem Ort 1311 erste Stadtrechte, die König D.Manuel I. 1512 im Zuge seiner Verwaltungsreformen bestätigte und erneuerte.
Im Verlauf der Verwaltungsreformen nach der Liberalen Revolution 1822 wurde Santalho 1836 Sitz eines eigenen Kreises, bestehend u. a. aus den größten Teilen des aufgelösten Kreises von Vilar Seco de Lomba. Seit der Auflösung des Kreises Santalha im Jahr 1853 ist es eine Gemeinde von Vinhais.

## Verwaltung
Santalha ist eine Gemeinde (Freguesia) im Kreis (Concelho) von Vinhais, im Distrikt Bragança. Die Gemeinde hat eine Fläche von 29 km² und zählt 188 Einwohner (Stand 19. April 2021).
Vier Ortschaften liegen im Gemeindegebiet:
- Contim
- Penso
- Santalha
- Seixas